# Endless Summer Vacation
Endless Summer Vacation – ósmy album studyjny amerykańskiej piosenkarki Miley Cyrus, wydany 10 marca 2023 nakładem wytwórni Columbia Records. 25 sierpnia 2023 ukazała się jego cyfrowa reedycja, wzbogacona względem wersji pierwotnej o jeden utwór.
Zebrał głównie pozytywne recenzje krytyków muzycznych, którzy chwalili go za dojrzałość artystyczną Cyrus. Album zadebiutował na trzeciej pozycji amerykańskiego notowania Billboard 200 i dotarł do pierwszych miejsc list sprzedaży w 10 państwach, między innymi Wielkiej Brytanii i Australii. Według danych International Federation of the Phonographic Industry (IFPI) był 19. najpopularniejszym albumem 2023 roku na świecie. Został nominowany do Grammy w kategoriach album roku i najlepszy popowy album wokalny.
Pierwszy promujący go singel, „Flowers”, został wydany 12 stycznia 2023. Według danych IFPI był najpopularniejszym utworem muzycznym 2023 roku w skali światowej. Dotarł do pierwszego miejsca globalnego notowania Billboard 200 i list w ponad 35 państwach na świecie, między innymi w Stanach Zjednoczonych, Wielkiej Brytanii, Australii, Kanadzie i Polsce. Pobił rekordy największej liczby odsłuchań w serwisie Spotify w przeciągu tygodnia (dwukrotnie) i najdłuższego zajmowania pierwszego miejsca notowania radiowego Adult Contemporary. Ponadto został nagrodzony Grammy dla nagrania roku i najlepszego popowego występu solo. Dwa kolejne single promujące album, „River” i „Jaded”, zostały wydane kolejno 13 marca i 17 kwietnia 2023. Promujący reedycję czwarty singel, „Used to Be Young”, ukazał się 25 sierpnia 2023.

## Geneza i nagrywanie
W marcu 2021 Cyrus podpisała kontrakt muzyczny z wytwórnią Columbia Records, będącą częścią koncernu Sony Music. 15 października 2021 magazyn „Billboard” doniósł, że artystka rozpoczęła pracę nad kolejnym albumem studyjnym. Wydawnictwo powstawało w Los Angeles, a jego producentami muzycznymi są Kid Harpoon, Tyler Johnson, Greg Kurstin i Mike Will Made It. Wytwórnia Columbia Records scharakteryzowała je jako „list miłosny do Los Angeles” oraz „odzwierciedlenie siły, którą [Cyrus] odnalazła w skupieniu się na swoim samopoczuciu fizycznym i psychicznym”.
Część utworów na albumie powstawała we współpracy z Gregorym „Aldae” Heinem i Michaelem Pollackiem. Cyrus, Hein i Pollack wspólnie je pisali, a następnie nagrywali wersje demo oparte tylko na pianinie. Pollack wspominał, że Cyrus postanowiła skupić się na sztuce pisania piosenek i dopracowywaniu ich przed poddaniem produkcji.

## Wydanie i promocja
W grudniu 2022 w miejscach publicznych na całym świecie zaczęły się pojawiać plakaty ze słowami „New year, new Miley” („Nowy rok, nowa Miley”). W styczniu 2022 w mediach społecznościowych Cyrus zostały opublikowane krótkie filmy zwiastujące album. 5 stycznia 2023 wytwórnia Columbia Records ogłosiła jego tytuł, opublikowała okładkę i zapowiedziała premierę na 10 marca 2023. Równocześnie na stronie internetowej Cyrus rozpoczęła się przedsprzedaż jego wydań na płytach gramofonowych: czarnych, czerwonych lub białych. 27 lutego 2023 została opublikowana lista utworów na albumie.
W ramach promocji albumu Cyrus wyprodukowała specjalny program telewizyjny Miley Cyrus – Endless Summer Vacation (Backyard Sessions), wydany 10 marca 2023 w serwisie strumieniowym Disney+. Nawiązuje on do serii akustycznych występów Backyard Sessions, publikowanej przez artystkę od 2012. Program zawiera wykonania na żywo ośmiu piosenek z albumu: „Jaded”, „Rose Colored Lenses”, „Thousand Miles”, „Wildcard”, „Island”, „Wonder Woman”, „River” i „Flowers”, a także singla „The Climb” z 2009. Rufus Wainwright zagrał gościnnie na pianinie podczas „Wonder Woman”. Występy są poprzedzone wypowiedziami Cyrus o procesie powstawania piosenek. 24 sierpnia 2023 amerykańska telewizja ABC wyemitowała nową wersję programu, Endless Summer Vacation: Continued (Backyard Sessions), w której pierwotny wywiad został zastąpiony przez wypowiedzi Cyrus na temat wybranych wydarzeń z życia. Dzień potem program znalazł się w ofercie serwisu strumieniowego Hulu.
25 sierpnia 2023 w dystrybucji cyfrowej ukazała się reedycja albumu, wzbogacona względem wersji pierwotnej o premierowy utwór „Used to Be Young”.
21 listopada 2023 Cyrus zagrała prywatny koncert w hotelu Chateau Marmont w Los Angeles, podczas którego zaprezentowała „Flowers”, „Used to Be Young”, a także covery utworów „Faithfully” zespołu Journey i „Jingle Bells”. Nagrania z występu zostały zamieszczone w jej kanale w serwisie YouTube. 4 lutego 2024 wykonała „Flowers” podczas 66. ceremonii wręczenia nagród Grammy w Los Angeles.

### Single
„Flowers”, pierwszy singel promujący album, został wydany 12 stycznia 2023. Równocześnie ukazał się towarzyszący mu teledysk. 3 marca 2023 odbyła się cyfrowa premiera jego wersji demo. Singel otrzymał pozytywne recenzje od krytyków muzycznych, którzy chwalili śpiew Cyrus. Według danych International Federation of the Phonographic Industry był najpopularniejszą piosenką 2023 roku w skali globalnej. Dotarł do pierwszych miejsc krajowych notowań w ponad 35 państwach na świecie. W serwisie strumieniowym Spotify dwukrotnie pobił rekord największej liczby odsłuchań odnotowanych przez utwór w tygodniu kalendarzowym. Spędził 12 tygodni na pierwszym miejscu globalnej listy Billboard Global 200 i rekordowe 13 tygodni na pierwszym miejscu listy Billboard Global Excl. US, obejmującej świat poza Stanami Zjednoczonymi. W Stanach Zjednoczonych singel spędził 8 tygodni na szczycie notowania Hot 100 „Billboardu”, gdzie był drugim singlowym numerem jeden Cyrus w karierze (po „Wrecking Ball” z 2013). Pobił rekordy najdłuższego zajmowania pierwszego miejsca jakiejkolwiek amerykańskiej listy „Billboardu” typu airplay (57 tygodni na szczycie Adult Contemporary) oraz największej łącznej liczby tygodni na pierwszych miejscach różnych notowań airplay. W Wielkiej Brytanii zajmował czołową pozycję listy UK Singles Chart przez pierwsze 10 tygodni, stając się tam trzecim numerem jeden Cyrus. W Australii ustanowił rekord największej liczby odsłuchań w serwisach strumieniowych odnotowanych przez piosenkę w pierwszym tygodniu i zajmował pierwsze miejsce listy Top 50 Singles przez 12 tygodni. W Polsce spędził 9 tygodni na szczycie listy OLiS – single w streamie i 7 na szczycie OLiA (Oficjalnej Listy Airplay). Ponadto dotarł do pierwszych miejsc między innymi w Kanadzie (Canadian Hot 100), Niemczech (Singlecharts) czy Francji (Top Singles). Podczas 66. ceremonii wręczenia nagród Grammy został nagrodzony w kategoriach nagranie roku i najlepszy popowy występ solo, ponadto był nominowany w kategorii piosenka roku.
„River”, drugi singel promujący album, został wydany 13 marca 2023. Trzy dni wcześniej ukazał się towarzyszący mu teledysk.
„Jaded”, trzeci singel promujący album, został wydany 17 kwietnia 2023.
„Used to Be Young”, czwarty singel promujący album, został wydany 25 sierpnia 2023.

## Odbiór krytyczny
Endless Summer Vacation został odebrany przez krytyków muzycznych w większości pozytywnie. W serwisie Metacritic agregującym profesjonalne recenzje zdobył wynik 79/100 na podstawie 16 zgromadzonych opinii, co jest najwyższym wynikiem spośród wszystkich albumów Cyrus.
Brittany Spanos z Rolling Stone’a nazwała go „najostrzejszym i najbardziej niezależnym” albumem w dotychczasowej karierze Cyrus, a także „potężną, konkretną i przenikliwą artystyczną deklaracją, świadczącą, że po skończeniu 30 lat Cyrus odnalazła siebie samą”. Helen Brown z The Independent określiła słuchanie go „cudownym wygrzebywaniem się w dojrzewającym talencie Cyrus”. Nick Levine z NME ocenił, że album „może się wydawać stłumiony jak na standardy [Cyrus], ale jest niezwykle intrygujący”, dodając, że stanowi „dokładne odzwierciedlenie tego, kim [Cyrus] jest w 2023 jako artysta i osoba”. Emily Swingle of Clash napisała, że „o ile na poprzednich albumach Cyrus próbowała przywdziewać stroje innych artystów, których podziwiała, o tyle tym razem w pełni ucieleśnia siebie samą – to album, który celuje w bycie ponadczasowym na własnych warunkach, który pozwala wyjść na światło słoneczne prawdziwej, niefiltrowanej Miley Cyrus”. Neil MacCormick z The Telegraph napisał, że „prowokująca chęć Cyrus, by bawić się na coraz to bardziej ekscentrycznych obrzeżach muzyki pop, budzi podziw”. Heather Phares z AllMusic pochwaliła rozwój Cyrus jako artystki i autorki piosenek, nazywając Endless Summer Vacation „albumem dojrzałym w najlepszym znaczeniu tego słowa, takim jak dobry związek: ładogdnym, ale nie nudnym, opartym na odporności i miłości do siebie samego”
Mary Siroky z Consequence nazwała album „spójnym, ale bez poczucia powtarzalności”. Dodała, że „już sama bezpośrednia narracja czyni z niego dobrą płytę, jednak wokale Cyrus przenoszą go na kolejne poziomy świetności”. Chris Willman z Variety nazwał go „bezpretensjonalnym popowym albumem z pewnymi stylistycznymi mikrozmianami, które działają bez głośnego ogłaszania o sobie”. David Smyth z Evening Standard napisał, że „siła Cyrus polega na dopasowaniu swojego potężnego głosu do szerokiej gamy stylistyk na albumie, gdzie nawet ci z niewielką rozpiętością uwagi powinni znaleźć swoich faworytów” Alexis Petridis z The Guardian wyraził opinię, że Cyrus „dostarczyła mglisty, nastrojowy album, który dobrze wykorzystuje jej moce prowokacji”. Maura Johnston z Rolling Stone’a napisała, że album „zdaje się być podsumowaniem ponad 15-letniej kariery Cyrus, która z łatwością doświadczonego turysty przedziera się przez różnorodne gatunki”. Craig Jenkins z Vulture ocenił, że album „prezentuje bardziej spójną i wyrafinowaną wersję Miley”, „brzmienie jest giętkie i do żucia, a teksty bezpretensjonalne”. Mateusz Kamiński z Interii napisał: „dla słuchaczy to pokaz dojrzałości Miley Cyrus jako artystki i człowieka”.
Sal Cinquemani ze Slant Magazine wystawił mieszaną recenzję, w której pochwalił śpiew Cyrus, ale skrytykował „nieokreśloną sferę tekstów”. David Cobbals z The Line of Best Fit nazwał Endless Summer Vacation „dobrym albumem, na którym każda piosenka zasługuje na odsłuchanie, jednak większość z nich nie jest warta, by do nich wracać”. Shaad D’Souza z Pitchforka nazwał go „pozbawionym krawędzi i syntetycznym”. Mark Richardson z The Wall Street Journal napisał, że album „ma kilka piosenek, które należą do jej najlepszych w karierze”, ale skrytykował jego drugą połowę, która „ujawnia, że Cyrus ma ograniczone umiejętności konstruowania”. Mikael Wood z Los Angeles Times skrytykował słowa utworów, dodając jednak, że „żywy śpiew [Cyrus] na Endless Summer Vacation wynagradza gdzie nie gdzie bzdurne teksty”. Kyle Denis z Uproxx napisał, że album jest „naprawdę dobry” i „stanowi dowód, iż Miley Cyrus nadal potrafi rozdawać karty i dobrze prosperować w mainstreamowym popie”, ale nazwał go zbyt zachowawczym. Bartosz Sąder z Onet.pl napisał, że Endless Summer Vacation to „po prostu przyzwoity krążek o miłości, który brzmi po prostu dobrze”, ale skrytykował teksty piosenek, które nazwał naiwnymi.

### Pozycje na listach krytyków
| Autor           | Notowanie                            | Pozycja | Źr.    |
| --------------- | ------------------------------------ | ------- | ------ |
| „Billboard”     | 50 najlepszych albumów 2023          | 16      | [ 71 ] |
| „Cosmopolitan”  | 30 najlepszych albumów 2023          | –       | [ 72 ] |
| „Esquire”       | 20 najlepszych albumów 2023          | 12      | [ 73 ] |
| „People”        | 10 najlepszych albumów 2023          | 3       | [ 74 ] |
| „PopMatters”    | 20 najlepszych albumów popowych 2023 | 19      | [ 75 ] |
| „Rolling Stone” | 100 najlepszych albumów 2023         | 30      | [ 76 ] |

## Odbiór komercyjny
W Stanach Zjednoczonych Endless Summer Vacation zadebiutował na trzecim miejscu listy Billboard 200 za sprawą 119 tysięcy ekwiwalentów sprzedanych egzemplarzy (w tym 55 tysięcy faktycznie sprzedanych egzemplarzy). Był to najwyższy tygodniowy wynik dla albumu Cyrus od grudnia 2014, gdy „Billboard” zaczął obliczać dane na podstawie ekwiwalentów sprzedaży. 28 marca 2025 stowarzyszenie Recording Industry Association of America certyfikowało go platynową płytą za sprzedaż miliona egzemplarzy w Stanach Zjednoczonych. W Kanadzie album zadebiutował na drugim miejscu notowania Billboard Canadian Albums.
W Wielkiej Brytanii Endless Summer Vacation zadebiutował na pierwszym miejscu listy UK Albums Chart, stając się drugim po Bangerz (2013) albumem Cyrus, który osiągnął szczyt notowania. 29 marca 2024 stowarzyszenie British Phonographic Industry certyfikowało go złotą płytą za sprzedaż 100 tysięcy egzemplarzy w Wielkiej Brytanii. W Niemczech zadebiutował na drugiej pozycji listy GfK Entertainment, co jest najwyższym wynikiem w karierze Cyrus. W Polsce zadebiutował na drugim miejscu listy sprzedaży OLiS. Ponadto był notowany na jej listach składowych: na drugim miejscu OLiS – albumy w streamie, trzecim OLiS – albumy fizycznie oraz pierwszym OLiS – albumy – winyle. 23 października 2024 Związek Producentów Audio-Video certyfikował go potrójnie platynową płytą za sprzedaż 60 tysięcy egzemplarzy w Polsce.
W Australii Endless Summer Vacation zadebiutował na pierwszym miejscu listy Top 50 Albums, stając się pierwszym albumowym numerem jeden Cyrus od czasu Bangerz. W Nowej Zelandii zadebiutował na szczycie notowania Top 40 Albums, stając się drugim albumem Cyrus po ścieżce dźwiękowej Hannah Montana: The Movie (2009), który osiągnął pierwsze miejsce.
Według danych International Federation of the Phonographic Industry (IFPI) Endless Summer Vacation był 19. najpopularniejszym albumem 2023 roku na świecie w zakresie odtworzeń w serwisach strumieniowych, sprzedaży cyfrowej i fizycznej.

## Nagrody i nominacje
| Plebiscyt                       | Data              | Kategoria                      | Rezultat  | Źr.    |
| ------------------------------- | ----------------- | ------------------------------ | --------- | ------ |
| MTV Video Music Awards          | 12 września 2023  | Album roku                     | Nominacja | [ 93 ] |
| Los 40 Music Awards             | 3 listopada 2023  | Najlepszy album międzynarodowy | Nominacja | [ 94 ] |
| Danish Music Awards             | 16 listopada 2023 | Międzynarodowy album roku      | Nominacja | [ 95 ] |
| Grammy                          | 4 lutego 2024     | Album roku                     | Nominacja | [ 40 ] |
| Grammy                          | 4 lutego 2024     | Najlepszy popowy album wokalny | Nominacja | [ 40 ] |
| People’s Choice Awards          | 18 lutego 2024    | Album roku                     | Nominacja | [ 96 ] |
| Gaffa-Prisen (Dania)            | 29 lutego 2024    | Zagraniczny album roku         | Wygrana   | [ 97 ] |
| GLAAD Media Awards              | 14 marca 2024     | Najlepszy artysta muzyczny     | Nominacja | [ 98 ] |
| Nickelodeon Kids’ Choice Awards | 13 lipca 2024     | Ulubiony album                 | Nominacja | [ 99 ] |

## Lista utworów
Na podstawie danych w serwisie Tidal, portalu Pitchfork i poligrafii dołączonej do albumu.
| Edycja fizyczna (CD, LP) | Edycja fizyczna (CD, LP)                     | Edycja fizyczna (CD, LP) | Edycja fizyczna (CD, LP)                                                    | Edycja fizyczna (CD, LP) |
| Nr                       | Tytuł utworu                                 | Autorstwo | Produkcja muzyczna                                                          | Długość                  |
| ------------------------ | -------------------------------------------- | --- | --------------------------------------------------------------------------- | ------------------------ |
| 1.                       | „Flowers”                                    | Miley Cyrus · Gregory „Aldae” Hein · Michael Pollack | Kid Harpoon · Tyler Johnson                                                 | 3:20                     |
| 2.                       | „Jaded”                                      | Miley Cyrus · Greg Kurstin · Sarah Aarons | Greg Kurstin                                                                | 3:05                     |
| 3.                       | „Rose Colored Lenses”                        | Miley Cyrus · Kid Harpoon · Tyler Johnson | Kid Harpoon · Tyler Johnson                                                 | 3:43                     |
| 4.                       | „Thousand Miles” (gościnnie: Brandi Carlile) | Miley Cyrus · Tobias Jesso Jr. · Bibi Bourelly · Mike Will Made It | Mike Will Made It · Kid Harpoon · Tyler Johnson                             | 3:51                     |
| 5.                       | „You”                                        | Miley Cyrus · Bibi Bourelly · Michael Pollack · Ian Kirkpatrick | Jay Moon · Jonny Coffer                                                     | 2:59                     |
| 6.                       | „Handstand”                                  | Miley Cyrus · Harmony Korine · Maxx Morando | Maxx Morando                                                                | 3:25                     |
| 7.                       | „River”                                      | Miley Cyrus · Justin Tranter · Kid Harpoon · Tyler Johnson | Kid Harpoon · Tyler Johnson                                                 | 2:42                     |
| 8.                       | „Violet Chemistry”                           | Miley Cyrus · Mike Will Made It · Jesse Shatkin · James Blake · Sia | Jesse Shatkin · Max Taylor-Sheppard · Maxx Morando · Mike Will Made It      | 4:06                     |
| 9.                       | „Muddy Feet” (gościnnie: Sia)                | Miley Cyrus · Michael Pollack · Mike Will Made It · Bibi Bourelly · Gregory „Aldae” Hein · Jesse Shatkin · Sia · Jesse van der Meulen · David Frank · Steve Kipner · Pam Sheyne | Jerome Williams · Jesse Shatkin · Jonny Coffer · Mike Will Made It · Zwiffa | 2:16                     |
| 10.                      | „Wildcard”                                   | Miley Cyrus · Kid Harpoon · Tyler Johnson · Tobias Jesso Jr. | Kid Harpoon · Tyler Johnson                                                 | 3:13                     |
| 11.                      | „Island”                                     | Miley Cyrus · BJ Burton · Jennifer Decilveo · Caitlyn Smith · Michael Pollack · Dani Miller                                                                                     | BJ Burton                                                                   | 3:59                     |
| 12.                      | „Wonder Woman”                               | Miley Cyrus · Michael Pollack · Gregory „Aldae” Hein · Kid Harpoon · Tyler Johnson                                                                                              | Kid Harpoon · Tyler Johnson                                                 | 3:05                     |
|                          |                                              | |                                                                             | 39:44                    |

| Edycja cyfrowa | Edycja cyfrowa                               | Edycja cyfrowa | Edycja cyfrowa                                                              | Edycja cyfrowa |
| Nr             | Tytuł utworu                                 | Autorstwo | Produkcja muzyczna                                                          | Długość        |
| -------------- | -------------------------------------------- | --- | --------------------------------------------------------------------------- | -------------- |
| 1.             | „Flowers”                                    | Miley Cyrus · Gregory „Aldae” Hein · Michael Pollack | Kid Harpoon · Tyler Johnson                                                 | 3:20           |
| 2.             | „Jaded”                                      | Miley Cyrus · Greg Kurstin · Sarah Aarons | Greg Kurstin                                                                | 3:05           |
| 3.             | „Rose Colored Lenses”                        | Miley Cyrus · Kid Harpoon · Tyler Johnson | Kid Harpoon · Tyler Johnson                                                 | 3:43           |
| 4.             | „Thousand Miles” (gościnnie: Brandi Carlile) | Miley Cyrus · Tobias Jesso Jr. · Bibi Bourelly · Mike Will Made It | Mike Will Made It · Kid Harpoon · Tyler Johnson                             | 3:51           |
| 5.             | „You”                                        | Miley Cyrus · Bibi Bourelly · Michael Pollack · Ian Kirkpatrick | Jay Moon · Jonny Coffer                                                     | 2:59           |
| 6.             | „Handstand”                                  | Miley Cyrus · Harmony Korine · Maxx Morando | Maxx Morando                                                                | 3:25           |
| 7.             | „River”                                      | Miley Cyrus · Justin Tranter · Kid Harpoon · Tyler Johnson | Kid Harpoon · Tyler Johnson                                                 | 2:42           |
| 8.             | „Violet Chemistry”                           | Miley Cyrus · Mike Will Made It · Jesse Shatkin · James Blake · Sia | Jesse Shatkin · Max Taylor-Sheppard · Maxx Morando · Mike Will Made It      | 4:06           |
| 9.             | „Muddy Feet” (gościnnie: Sia)                | Miley Cyrus · Michael Pollack · Mike Will Made It · Bibi Bourelly · Gregory „Aldae” Hein · Jesse Shatkin · Sia · Jesse van der Meulen · David Frank · Steve Kipner · Pam Sheyne | Jerome Williams · Jesse Shatkin · Jonny Coffer · Mike Will Made It · Zwiffa | 2:16           |
| 10.            | „Wildcard”                                   | Miley Cyrus · Kid Harpoon · Tyler Johnson · Tobias Jesso Jr. | Kid Harpoon · Tyler Johnson                                                 | 3:13           |
| 11.            | „Island”                                     | Miley Cyrus · BJ Burton · Jennifer Decilveo · Caitlyn Smith · Michael Pollack · Dani Miller                                                                                     | BJ Burton                                                                   | 3:59           |
| 12.            | „Wonder Woman”                               | Miley Cyrus · Michael Pollack · Gregory „Aldae” Hein · Kid Harpoon · Tyler Johnson                                                                                              | Kid Harpoon · Tyler Johnson                                                 | 3:05           |
| 13.            | „Flowers” (wersja demo)                      | Miley Cyrus · Aldae · Michael Pollack |                                                                             | 3:30           |
|                |                                              | |                                                                             | 43:14          |

| Cyfrowa reedycja z 25 sierpnia 2023 | Cyfrowa reedycja z 25 sierpnia 2023          | Cyfrowa reedycja z 25 sierpnia 2023 | Cyfrowa reedycja z 25 sierpnia 2023                                         | Cyfrowa reedycja z 25 sierpnia 2023 |
| Nr                                  | Tytuł utworu                                 | Autorstwo | Produkcja muzyczna                                                          | Długość                             |
| ----------------------------------- | -------------------------------------------- | --- | --------------------------------------------------------------------------- | ----------------------------------- |
| 1.                                  | „Flowers”                                    | Miley Cyrus · Gregory „Aldae” Hein · Michael Pollack | Kid Harpoon · Tyler Johnson                                                 | 3:20                                |
| 2.                                  | „Jaded”                                      | Miley Cyrus · Greg Kurstin · Sarah Aarons | Greg Kurstin                                                                | 3:05                                |
| 3.                                  | „Rose Colored Lenses”                        | Miley Cyrus · Kid Harpoon · Tyler Johnson | Kid Harpoon · Tyler Johnson                                                 | 3:43                                |
| 4.                                  | „Used to Be Young”                           | Gregory „Aldae” Hein · Michael Pollack · Miley Cyrus | Miley Cyrus · Michael Pollack · Shawn Everett                               | 3:11                                |
| 5.                                  | „Thousand Miles” (gościnnie: Brandi Carlile) | Miley Cyrus · Tobias Jesso Jr. · Bibi Bourelly · Mike Will Made It | Mike Will Made It · Kid Harpoon · Tyler Johnson                             | 3:51                                |
| 6.                                  | „You”                                        | Miley Cyrus · Bibi Bourelly · Michael Pollack · Ian Kirkpatrick | Jay Moon · Jonny Coffer                                                     | 2:59                                |
| 7.                                  | „Handstand”                                  | Miley Cyrus · Harmony Korine · Maxx Morando | Maxx Morando                                                                | 3:25                                |
| 8.                                  | „River”                                      | Miley Cyrus · Justin Tranter · Kid Harpoon · Tyler Johnson | Kid Harpoon · Tyler Johnson                                                 | 2:42                                |
| 9.                                  | „Violet Chemistry”                           | Miley Cyrus · Mike Will Made It · Jesse Shatkin · James Blake · Sia | Jesse Shatkin · Max Taylor-Sheppard · Maxx Morando · Mike Will Made It      | 4:06                                |
| 10.                                 | „Muddy Feet” (gościnnie: Sia)                | Miley Cyrus · Michael Pollack · Mike Will Made It · Bibi Bourelly · Gregory „Aldae” Hein · Jesse Shatkin · Sia · Jesse van der Meulen · David Frank · Steve Kipner · Pam Sheyne | Jerome Williams · Jesse Shatkin · Jonny Coffer · Mike Will Made It · Zwiffa | 2:16                                |
| 11.                                 | „Wildcard”                                   | Miley Cyrus · Kid Harpoon · Tyler Johnson · Tobias Jesso Jr. | Kid Harpoon · Tyler Johnson                                                 | 3:13                                |
| 12.                                 | „Island”                                     | Miley Cyrus · BJ Burton · Jennifer Decilveo · Caitlyn Smith · Michael Pollack · Dani Miller                                                                                     | BJ Burton                                                                   | 3:59                                |
| 13.                                 | „Wonder Woman”                               | Miley Cyrus · Michael Pollack · Gregory „Aldae” Hein · Kid Harpoon · Tyler Johnson                                                                                              | Kid Harpoon · Tyler Johnson                                                 | 3:05                                |
| 14.                                 | „Flowers” (wersja demo)                      | Miley Cyrus · Aldae · Michael Pollack |                                                                             | 3:30                                |
|                                     |                                              | |                                                                             | 46:25                               |

- „Muddy Feet” zawiera sampel utworu „Starving for Love” w wykonaniu Elli Washington.

## Personel
Na podstawie danych w serwisie Tidal, portalu Pitchfork i poligrafii dołączonej do albumu. Numery w nawiasach dotyczą numerów utworów na albumie. Brak numeru oznacza udział we wszystkich utworach.
Miejsca powstania
- Nagrania:
  - The Cave, Nashville (3)
  - Coffer Family BBQ, Londyn (5, 9)
  - Dr. Preuss Studios, Los Angeles (6)
  - Larrabee Sound Studios, Los Angeles (4, 6, 11, 12, 13)
  - No Expectations Studios, Los Angeles (2)
  - The Ribcage, Los Angeles (8)
  - Ridgemont High, Los Angeles (1, 4, 7, 10, 12)
  - Ridgemont Studios, Los Angeles (3)
- Miksowanie: Windmill Lane Studios, Dublin
- Mastering: Sterling Sound, Edgewater

Muzycy

- Miley Cyrus – śpiew, perkusja głosowa (1, 4)
- Jamie Arentzen – harmonijka ustna (4)
- James Blake – syntezator (8)
- BJ Burton – automat perkusyjny (11), gitara (11), syntezator (11)
- Brandi Carlile – śpiew (4)
- Matt Chamberlain – rototom (11)
- Jonny Coffer – gitara basowa (5, 9), syntezator (5, 9), instrumenty klawiszowe (5), perkusja (5), programowanie (5), gitara (9), pianino (9)
- Keyon Harrold – trąbka (8)
- Ivan Jackson – róg (7)
- Tobias Jesso Jr. – pianino Rhodes (4)
- Josh Johnson – saksofon (3)
- Tyler Johnson – gitara (1), organy Wurlitzera (1), automat perkusyjny (4, 7), pianino cyfrowe (4), syntezator (1, 3, 4, 7, 10), gitara basowa (7), wokal wspierający (7)
- Kid Harpoon – gitara basowa (1, 3, 4, 7, 10, 12), syntezator (1, 3, 4, 7, 10, 12), perkusja (1, 4, 7, 10), gitara (1, 3, 4, 7, 10), perkusja (1), gitara akustyczna (3), pianino (3, 4), automat perkusyjny (3, 7), wokal wspierający (7)
- Greg Kurstin – gitara akustyczna (2), gitara basowa (2), perkusja (2), gitara elektryczna (2), instrumenty klawiszowe (2), perkusja (2), syntezator (2)
- Mike Will Made It – automat perkusyjny (4), perkusja (8), pianino (9), syntezator (9)
- Jay Moon – programowanie (5), gitara (9)
- Rob Moose – aranżacja instrumentów smyczkowych (1), altówka (1), skrzypce (1)
- Maxx Morando – wszystkie instrumenty (6), gitara basowa (8), perkusja (8), instrumenty klawiszowe (8), syntezator (8)
- Michael Pollack – pianino Rhodes (1, 13), pianino (12)
- Buddy Ross – instrumenty klawiszowe (11)
- Jesse Shatkin – programowanie gitary basowej (8), automat perkusyjny (8), instrumenty klawiszowe (8), syntezator (8), wokal wspierający (9)
- Doug Showalter – instrumenty klawiszowe (1)
- Sia – śpiew (9)
- Jake Sinclair – gitara (5)
- Aaron Steele – perkusja (3)
- Alex Sutton – gitara basowa (11), gitara (11), organy elektroniczne (11)
- Max Taylor-Sheppard – gitara basowa (8), automat perkusyjny (8), perkusja (8), instrumenty klawiszowe (8), syntezator (8)
- Emi Trevena – pianino (4)
- Zwiffa – pianino (9), syntezator (9)

Produkcja

- Miley Cyrus – produkcja wykonawcza
- Julian Burg – inżynieria (2)
- BJ Burton – produkcja muzyczna (11)
- Jonny Coffer – produkcja muzyczna (5, 9)
- Samuel Dent – inżynieria dźwięku (8)
- Pièce Eatah – inżynieria (4), inżynieria dźwięku (6, 11, 12, 13)
- Tyler Johnson – produkcja muzyczna (1, 3, 4, 7, 10, 12)
- Kid Harpoon – produkcja muzyczna (1, 3, 4, 7, 10, 12)
- Greg Kurstin – produkcja muzyczna (2), inżynieria (2)
- Joe LaPorta – mastering
- Nick Lobel – inżynieria (3, 10)
- Mike Will Made It – produkcja muzyczna (4, 8, 9)
- Jay Moon – produkcja muzyczna (5)
- Maxx Morando – produkcja muzyczna (6, 8), inżynieria dźwięku (6)
- Brian Rajaratnam – inżynieria (1, 3, 4, 7, 10, 12)
- Jesse Shatkin – produkcja muzyczna (8, 9)
- Mark „Spike” Stent – miksowanie (1–12)
- Max Taylor-Sheppard – produkcja muzyczna (8)
- Emi Trevena – inżynieria (4)
- Matt Tuggle – inżynieria (2)
- Jerome Williams – produkcja muzyczna (9)
- Matt Wolach – asysta miksowania (1–12)
- Zwiffa – produkcja muzyczna (9)

Oprawa graficzna
- Miley Cyrus – koncepcja
- Jacob Bixenman – dyrekcja kreatywna
- Brianna Capozzi – fotografia
- Brent David Freaney – dyrekcja artystyczna
- Savannah Ioakimedes – dyrekcja artystyczna
- Sophia Marinelli – dyrekcja artystyczna
- Brendan Walter – dodatkowa dyrekcja artystyczna

## Pozycje na listach sprzedaży
| Terytorium        | Notowanie                         | Najwyższa pozycja | Źr.     |
| ----------------- | --------------------------------- | ----------------- | ------- |
| Australia         | Top 50 Albums                     | 1                 | [ 103 ] |
| Austria           | Ö3 Austria Top 40                 | 1                 | [ 104 ] |
| Belgia (Flandria) | Ultratop 200 Albums               | 2                 | [ 105 ] |
| Belgia (Walonia)  | Ultratop 200 Albums               | 3                 | [ 106 ] |
| Chorwacja         | Top of the Shops                  | 5                 | [ 107 ] |
| Czechy            | Albums – Top 100                  | 3                 | [ 108 ] |
| Dania             | Hitlisten                         | 4                 | [ 109 ] |
| Finlandia         | Suomen virallinen lista – Albumit | 2                 | [ 110 ] |
| Francja           | Top Albums                        | 6                 | [ 111 ] |
| Grecja            | Top-75 Albums Sales Chart         | 16                | [ 112 ] |
| Hiszpania         | Top 100 Álbumes                   | 4                 | [ 113 ] |
| Holandia          | Album Top 100                     | 1                 | [ 114 ] |
| Irlandia          | Official Irish Albums Chart       | 4                 | [ 115 ] |
| Islandia          | Plötutíðindi Streymi              | 4                 | [ 116 ] |
| Japonia           | Digital Albums                    | 24                | [ 117 ] |
| Japonia           | Billboard Hot Albums              | 89                | [ 118 ] |
| Kanada            | Billboard Canadian Albums         | 2                 | [ 79 ]  |
| Litwa             | Albumų Top 100                    | 2                 | [ 119 ] |
| Niemcy            | Albumcharts                       | 2                 | [ 82 ]  |
| Norwegia          | VG-lista Album                    | 1                 | [ 120 ] |
| Nowa Zelandia     | Top 40 Albums                     | 1                 | [ 90 ]  |
| Polska            | OLiS                              | 2                 | [ 84 ]  |
| Polska            | OLiS – albumy w streamie          | 2                 | [ 85 ]  |
| Polska            | OLiS – albumy fizycznie           | 3                 | [ 86 ]  |
| Polska            | OLiS – albumy – winyle            | 1                 | [ 87 ]  |
| Portugalia        | Top 50 Albums                     | 1                 | [ 121 ] |
| Słowacja          | Albums – Top 100                  | 3                 | [ 122 ] |
| Stany Zjednoczone | Billboard 200                     | 3                 | [ 123 ] |
| Stany Zjednoczone | Top Album Sales                   | 2                 | [ 124 ] |
| Szkocja           | Official Scottish Albums Chart    | 1                 | [ 125 ] |
| Szwajcaria        | Alben Top 100                     | 1                 | [ 126 ] |
| Szwecja           | Veckolista Album                  | 2                 | [ 127 ] |
| Tajwan            | 五大金榜 Five Top                 | 1                 | [ 128 ] |
| Węgry             | Album Top 40 slágerlista          | 3                 | [ 129 ] |
| Wielka Brytania   | UK Albums Chart                   | 1                 | [ 130 ] |
| Włochy            | Classifica FIMI Album             | 4                 | [ 131 ] |

| Terytorium        | Notowanie                      | Najwyższa pozycja | Źr.     |
| ----------------- | ------------------------------ | ----------------- | ------- |
| Świat             | Top 20 IFPI Global Album Chart | 19                | [ 92 ]  |
| Australia         | Top 50 Albums                  | 75                | [ 132 ] |
| Austria           | Ö3 Austria Top 40              | 67                | [ 133 ] |
| Belgia (Flandria) | Ultratop 200 Albums            | 54                | [ 134 ] |
| Belgia (Walonia)  | Ultratop 200 Albums            | 64                | [ 135 ] |
| Dania             | Hitlisten                      | 38                | [ 136 ] |
| Francja           | Top Albums                     | 47                | [ 137 ] |
| Hiszpania         | Top 100 Álbumes                | 45                | [ 138 ] |
| Holandia          | Album Top 100                  | 38                | [ 139 ] |
| Islandia          | Plötutíðindi Streymi           | 69                | [ 140 ] |
| Kanada            | Billboard Canadian Albums      | 23                | [ 141 ] |
| Niemcy            | Albumcharts                    | 61                | [ 142 ] |
| Polska            | OLiS                           | 41                | [ 143 ] |
| Polska            | OLiS – albumy w streamie       | 31                | [ 144 ] |
| Polska            | OLiS – albumy fizycznie        | 79                | [ 145 ] |
| Polska            | OLiS – albumy – winyle         | 86                | [ 146 ] |
| Portugalia        | Top 50 Albums                  | 37                | [ 147 ] |
| Stany Zjednoczone | Billboard 200                  | 45                | [ 148 ] |
| Stany Zjednoczone | Top Album Sales                | 53                | [ 149 ] |
| Szwajcaria        | Alben Top 100                  | 52                | [ 150 ] |
| Szwecja           | Veckolista Album               | 33                | [ 151 ] |
| Węgry             | Album Top 40 slágerlista       | 60                | [ 152 ] |
| Wielka Brytania   | UK Albums Chart                | 78                | [ 153 ] |
| Włochy            | Classifica FIMI Album          | 81                | [ 154 ] |

| Terytorium        | Notowanie     | Najwyższa pozycja | Źr.     |
| ----------------- | ------------- | ----------------- | ------- |
| Francja           | Top Albums    | 177               | [ 155 ] |
| Stany Zjednoczone | Billboard 200 | 175               | [ 156 ] |

## Certyfikaty sprzedaży
| Państwo           | Stowarzyszenie                                                    | Certyfikat | Egzemplarze | Źr.     |
| ----------------- | ----------------------------------------------------------------- | ---------- | ----------- | ------- |
| Belgia            | Belgian Entertainment Association                                 | Platyna    | 200 000     | [ 157 ] |
| Brazylia          | Pro-Música Brasil                                                 | 3× Platyna | 120 000     | [ 158 ] |
| Dania             | International Federation of the Phonographic Industry Denmark     | Platyna    | 20 000      | [ 159 ] |
| Francja           | Syndicat national de l’édition phonographique                     | Złoto      | 50 000      | [ 160 ] |
| Kanada            | Music Canada                                                      | Platyna    | 80 000      | [ 161 ] |
| Meksyk            | Asociación Mexicana de Productores de Fonogramas y Videogramas    | Złoto      | 70 000      | [ 162 ] |
| Nowa Zelandia     | Recorded Music NZ                                                 | Platyna    | 15 000      | [ 163 ] |
| Polska            | Związek Producentów Audio-Video                                   | 3× Platyna | 60 000      | [ 88 ]  |
| Stany Zjednoczone | Recording Industry Association of America                         | Platyna    | 1 000 000   | [ 78 ]  |
| Szwajcaria        | International Federation of the Phonographic Industry Switzerland | Złoto      | 10 000      | [ 164 ] |
| Szwecja           | Grammofonleverantörernas förening                                 | Złoto      | 15 000      | [ 165 ] |
| Wielka Brytania   | British Phonographic Industry                                     | Złoto      | 100 000     | [ 81 ]  |
| Włochy            | Federazione Industria Musicale Italiana                           | Złoto      | 24 000      | [ 166 ] |